# Kersten Neisser
Kersten Neisser, née le 4 mai 1956 à Halle (RDA), est une rameuse d'aviron est-allemande.

## Carrière
Aux Jeux olympiques de 1980 à Moscou, Kersten Neisser est sacrée championne olympique de huit avec Martina Boesler, Christiane Köpke, Birgit Schütz, Gabriele Kühn, Ilona Richter, Marita Sandig, Karin Metze et Marina Wilke.
Elle est aussi championne du monde de huit en 1977 et de quatre barré en 1978.